# Znamienka (obwód tambowski)
Znamienka (ros. Знаменка) – osiedle typu miejskiego w Rosji, w obwodzie tambowskim, ośrodek administracyjny rejonu znamieńskiego. W 2010 liczyło 6167 mieszkańców.